# المواقف الحكومية من حرب العراق قبل غزو العراق عام 2003
توضح هذه المقالة مواقف حكومات العالم قبل البدء الفعلي بغزو العراق عام 2003، وليس مواقفها الحالية لأنها قد تكون تغيرت لاحقاً.

## خلفية

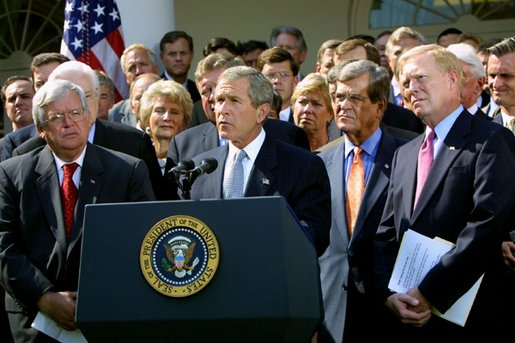
الرئيس جورج بوش ، المحاط بزعماء مجلس النواب ومجلس الشيوخ ، يعلن القرار المشترك الذي يسمح باستخدام القوات المسلحة الأمريكية ضد العراق ، 2 أكتوبر 2002

في عام 2002، الولايات المتحدة بدأت حملة للإطاحة برئيس العراق صدام حسين. جادلت الولايات المتحدة، تحت إدارة جورج دبليو بوش، بأن صدام حسين كان يمثل تهديدًا للسلام العالمي، ووصفته بالطاغية الشرير، وراعي للإرهاب الدولي.
الرأي حول الحرب انقسم إلى حد كبير بين الأمم. شعرت بعض الدول أن الولايات المتحدة فشلت في إثبات بما لا يدع مجالاً للشك أن صدام حسين كان لديه برنامج أسلحة نشط. الآخرين [من؟] شعرت أن العراق كان بلدًا ضعيفًا وضعيفًا عسكريًا ولا يستحق القتال. رأى البعض في الحرب عملاً من أشكال الإمبريالية، واتهموا الولايات المتحدة بأن الهدف من الغزو هو النفط العراقي فقط.
على الجانب الآخر، جادلت البلدان الداعمة بأن صدام حسين كان من أسوأ الطغاة في القرن العشرين، وأن البلدان الحرة يجب أن تكون ملزمة بإزالة الطغاة الوحشيين من السلطة. الآخرين [من؟] شعر أن علاقات صدام مع الجماعات الإرهابية كانت راسخة، وأن برامج أسلحته حقيقية للغاية. على الرغم من أن الولايات المتحدة لم تعثر بعد على موقع أسلحة الدمار الشامل، إلا أنها عثرت على سجلات للمعاملات المصرفية من بعض حسابات صدام التي دفعت لعائلات الانتحاريين المختلفة 25000 دولار مقابل العمليات الانتحارية. يجادل المؤيدون أيضًا بأن الأسلحة الكيميائية والبيولوجية التي يُعتقد أنها كانت تحت سيطرة صدام قد تم شحنها إلى سوريا قبل الاشتباك وأن الوجود الحالي لمختبرات الأسلحة البيولوجية والكيميائية في العراق مؤشر على رغبة صدام المستمرة في إنتاج أسلحة الدمار الشامل. علاوة على ذلك، يشير المؤيدون إلى أنه على الرغم من أن للولايات المتحدة مصالح نفطية في الشرق الأوسط، إلا أن الخلايا الإرهابية الإسلامية التي تريد السيطرة على النفط في محاولة للضغط على العالم الغربي. بالإضافة إلى ذلك، يزعمون أن الأمم المتحدة رفضت غزو العراق بسبب تورطهم في «فضيحة النفط مقابل الغذاء»، (التي تأسست في عام 1995)، حيث قام مسؤولو الأمم المتحدة والعراقيون بمبادلة أموال لرشوة مسؤولي الأمم المتحدة. تكهن بيتر فان والسوم، الرئيس السابق للجنة العقوبات على العراق من عام 1999 إلى عام 2000، في كتاب صدر مؤخرًا بأن العراق قام بتقسيم مجلس الأمن الدولي عن عمد عن طريق منح العقود إلى فرنسا وروسيا والصين ولكن ليس المملكة المتحدة أو الولايات المتحدة. من قبيل الصدفة كانت فرنسا وروسيا هي التي قادت المعارضة لغزو العراق. كما ادعى أن العقوبات لم تكن فعالة وأن قلة التعاون العراقي كان يهدف إلى تفاقم معاناة شعبه. وشملت مزاعم أخرى مساهمة قدرها 400 ألف دولار من شاكر الكفاجي، ورجل أعمال عراقي أمريكي لإنتاج فيلم للمفتش السابق للأمم المتحدة سكوت ريتر يشوه عمليات البحث عن الأسلحة.

أشار سكوت ريتر في مقابلة أجراها معه سيمور هيرش في 19 أكتوبر 2005 أن سياسة الولايات المتحدة بإطاحة صدام حسين من السلطة بدأت مع الرئيس جورج بوش الأب في أغسطس 1990. يستنتج ريتر من التصريحات العلنية للرئيس جورج بوش الأب ووزير الخارجية الأمريكي جيمس بيكر أن العقوبات الاقتصادية لن يتم رفعها إلا بعد إزاحة صدام حسين عن السلطة. مبرر العقوبات كان نزع السلاح. عرضت وكالة المخابرات المركزية الرأي القائل بأن احتواء صدام حسين لمدة ستة أشهر من شأنه أن يؤدي إلى انهيار نظامه. أدت هذه السياسة إلى الغزو العسكري الأمريكي واحتلاله للعراق. 
شيء آخر مثير للإعجاب حول هذا الكتاب هو مقدار القصص الجديدة والمعلومات الجديدة. يصف سكوت بالتفصيل وبمصادر محددة ، بشكل أساسي ، فترة سنتين أو ثلاث سنوات للحكومة الأمريكية تقوض عملية التفتيش. بنظرك ، خلال تلك السنوات ، من عام 1991 إلى عام 98 ، خاصة في السنوات الثلاث الأخيرة ، هل كانت الولايات المتحدة مهتمة بنزع سلاح العراق؟
السيد. رايتر: حسنًا ، حقيقة الأمر هي أن الولايات المتحدة لم تكن أبدًا مهتمة بنزع سلاح العراق. قرار مجلس الأمن برمته الذي أنشأ عمليات التفتيش الدولية على الأسلحة ودعا العراق إلى نزع سلاحه كان يركز على شيء واحد وشيء واحد فقط ، وهذا هو وسيلة للحفاظ على العقوبات الاقتصادية التي فرضت في أغسطس 1990 المرتبطة بتحرير الكويت . لقد حررنا الكويت ، شاركت في هذا الصراع. وقد يعتقد المرء ، بالتالي ، ينبغي رفع العقوبات.
كانت الولايات المتحدة بحاجة إلى العثور على وسيلة لمواصلة احتواء صدام لأن وكالة الاستخبارات المركزية قالت إن كل ما يتعين علينا القيام به هو الانتظار ستة أشهر وأن صدام سوف ينهار بمحض إرادته. هذه السيارة هي العقوبات. كانوا بحاجة إلى مبرر ؛ المبرر كان نزع السلاح. لقد صاغوا قرار الفصل 7 الصادر عن مجلس الأمن التابع للأمم المتحدة والذي يدعو إلى نزع سلاح العراق وقالوا في الفقرة 14 إنه إذا امتثل العراق ، سيتم رفع العقوبات. في غضون أشهر من تمرير هذا القرار - وصاغت الولايات المتحدة وصوتت لصالح هذا القرار - في غضون أشهر ، يقول الرئيس جورج هربرت ووكر بوش ووزير خارجيته جيمس بيكر علنًا وليس بشكل خاص ، علنًا أنه حتى إذا امتثل العراق لالتزامه بنزع السلاح ، فستستمر العقوبات الاقتصادية حتى يتم إزاحة صدام حسين عن السلطة.

## مستويات متفاوتة من الدعم
يكشف تحليل العد التعقيدات في الدبلوماسية العالمية. شجبت بعض الحكومات الوطنية خطة الغزو علنا وفي الوقت نفسه قبلت المساعدات الأمريكية المخصصة للحرب، أو قدمت قوات المجهود الحربي، ومحطات الوقود، والدعم العسكري، و / أو المجال الجوي. لم تقدم بعض الحكومات الوطنية سوى شكل من أشكال الدعم.
بعض الدول المدرجة أصلاً على قائمة البيت الأبيض تنكر العضوية في «التحالف». علاوة على ذلك، توجد معارضة كبيرة للحرب في قطاعات من السكان والبرلمانات في العديد من الدول الداعمة. إضافة إلى التعقيدات، زعمت إدارة بوش أنها تحظى بدعم حوالي 15 دولة ترغب في عدم الكشف عن هويتها. تم تسمية هذه الكتلة من قبل «تحالف الظل» أو «ائتلاف غير الراغبين في الكشف عن اسمه».
قد يكون الدعم مختلفًا بطبيعته، من القوات المسلحة إلى استخدام المجال الجوي والقواعد، والدعم اللوجستي، والدعم السياسي، والمشاركة في جهود إعادة الإعمار، بحيث يبدو من الصعب على البعض استبعاد معظم البلدان من القائمة الرسمية، باستثناء العراق من أجل أسباب واضحة (على الرغم من أن البعض قد يدعي أن بعض الحركات داخل العراق قد تساعد أيضًا في إعادة بناء بلدهم).

### إسرائيل
لم تدعم إسرائيل أو تشارك رسمياً في حرب العراق. وفقًا لمسؤول وزارة الخارجية السابق لورانس ويلكيرسون، وكيل الاستخبارات الأمريكية السابق وخبير إيران روبرت باير، حذر المسؤولون الإسرائيليون إدارة بوش من غزو العراق، قائلين إن ذلك سوف يزعزع استقرار المنطقة ويمكّن النظام الأكثر خطورة في إيران. ومع ذلك فقد ذكرت صحيفة واشنطن بوست أن «إسرائيل تحث مسؤولي الولايات المتحدة على عدم تأخير توجيه ضربة عسكرية ضد صدام حسين في العراق». كما ورد في عام 2002 أن المخابرات الإسرائيلية زودت واشنطن بتقارير مثيرة للقلق حول برنامج العراق المزعوم لتطوير أسلحة الدمار الشامل.
وفقًا لوكيل وزارة الدفاع الأمريكي السابق دوغلاس فيث، لم يدفع المسؤولون الإسرائيليون نظرائهم الأمريكيين لبدء الحرب في العراق. في مقابلة مع Ynet ، صرح فيث أن «ما سمعته من الإسرائيليين لم يكن أي نوع من الدعوة للحرب مع العراق» وأن «[قبعة] سمعت من المسؤولين الإسرائيليين في المناقشات الخاصة كان أنهم لم يركزوا حقا على العراق... [مهلا] كان أكثر تركيزا على إيران.» 
بناءً على طلب واشنطن، لم تقدم إسرائيل دعمًا قويًا للحرب، لأن حكومة الولايات المتحدة كانت تشعر بالقلق من أن دعم إسرائيل أو مشاركتها في الحرب قد يؤدي إلى عزل العالم العربي. في يناير 2007، ذكرت مجلة Forward أنه في وقت ما قبل مارس 2003، أخبر رئيس الوزراء الإسرائيلي أرييل شارون بوش أن إسرائيل «لن تدفع باتجاه أو آخر» لصالح أو ضد حرب العراق. قال شارون إنه يعتقد أن العراق كان يمثل تهديدًا حقيقيًا للشرق الأوسط وأن صدام يمتلك أسلحة دمار شامل، لكنه حذر بوش صراحةً من أنه إذا خاضت الولايات المتحدة الحرب مع العراق، فعليه التأكد من صياغة إستراتيجية خروج قابلة للحياة، إعداد إستراتيجية لمكافحة التمرد، ويجب ألا تحاول فرض الديمقراطية في الشرق الأوسط. أحد المصادر التي قدمت هذه المعلومات كان السفير الإسرائيلي لدى الولايات المتحدة دانيال أيالون.
كما ساعدت إسرائيل الجيش الأمريكي من خلال تبادل خبراتها في أساليب مكافحة التمرد، مثل استخدام الطائرات بدون طيار وتشغيل نقاط التفتيش. في عام 2003، ذكرت المجلة الإخبارية الإسرائيلية، صحيفة هاآرتس، في قصتها المنشورة «عبء الرجل الأبيض» أن الاعتقاد في الحرب ضد العراق قد نشره 25 أو 30 من المحافظين الجدد، «كلهم تقريباً يهود».

## الدول التي تدعم موقف الولايات المتحدة
قبل بدء حرب العراق بفترة قصيرة، أعلنت حكومة الولايات المتحدة أن 49 دولة قد انضمت إلى «تحالف الراغبين» لصالح إزاحة صدام حسين بالقوة من السلطة في العراق، حيث عبر عدد من الدول الأخرى عن دعمها سرا. من بين 49 دولة، كان للبلدان التالية دور نشط أو مشارك، من خلال توفير قوات أو دعم سياسي كبير: أستراليا، بلغاريا، جمهورية التشيك، الدنمارك، المجر، إيطاليا، اليابان، لاتفيا، ليتوانيا، هولندا، الفلبين، بولندا، البرتغال ورومانيا وسلوفاكيا واسبانيا وتركيا وأوكرانيا والمملكة المتحدة و (الولايات المتحدة).
زودت خمس من هذه الدول قوات قتالية تشارك مباشرة في غزو العراق: الولايات المتحدة، الدنمارك، المملكة المتحدة، أستراليا، وبولندا. قدمت بلدان أخرى الدعم اللوجستي والاستخباراتي وفرق الاستجابة الكيميائية والبيولوجية وحقوق التحليق والمساعدات الإنسانية وإعادة الإعمار والدعم السياسي.

### أوروبا
في أواخر كانون الثاني (يناير) 2003، أظهر بيان نُشر في العديد من الصحف وقّع عليه زعماء بريطانيا وبولندا والدنمارك وإسبانيا وإيطاليا والبرتغال والمجر وجمهورية التشيك تأييدًا للولايات المتحدة، قائلًا إنه لا ينبغي السماح لصدام بانتهاك الأمم المتحدة القرارات. ومضى البيان ليقول إن صدام كان «تهديدًا واضحًا للأمن العالمي»، وحث أوروبا على الاتحاد مع الولايات المتحدة لضمان نزع سلاح النظام العراقي.
في وقت لاحق، أصدرت بلدان «فيلنيوس العشر» في أوروبا الشرقية، إستونيا، لاتفيا، ليتوانيا، سلوفينيا، سلوفاكيا، بلغاريا، رومانيا، كرواتيا — وجميعهم الآن أعضاء في الاتحاد الأوروبي — وألبانيا وجمهورية مقدونيا بيانًا آخر بشأن العراق، بشكل عام دعم موقف الولايات المتحدة ولكن دون التعليق على احتمال نشوب حرب دون دعم من مجلس الأمن الدولي. ومع ذلك، وكما صرح دونالد رامسفيلد بأن سلوفينيا وكرواتيا عضوان في التحالف الذي تقوده الولايات المتحدة، رفضت حكومة سلوفينيا هذا البيان وأكد رئيس وزرائها أنتون روب مجددًا أن سلوفينيا قد اشترطت قرار الحرب على موافقة مجلس الأمن التابع للأمم المتحدة على هجوم؛ ووصف رئيس كرواتيا ستيبان ميسيتش الحرب بأنها غير شرعية. وعلق الرئيس الفرنسي جاك شيراك على بيان دول أوروبا الشرقية العشر قائلاً: «إنه ليس سلوكًا جيدًا. لقد فاتتهم فرصة جيدة للحفاظ على الهدوء». كان يعتقد البعض أن انتقاد جاك شيراك يمكن افتراضه على أنه يعني أنه ينبغي عدم السماح لمقدمي الطلبات من الاتحاد الأوروبي من أوروبا الوسطى والشرقية، الذين لم يكونوا أعضاء رسميين في الاتحاد الأوروبي، بالانضمام بسبب البيان. بعد انتقادات من قبل وسائل الإعلام، تم استعادة تصريحات شيراك. ووصف الرئيس الروماني أيون إليسكو تصريحات شيراك بأنها غير عقلانية، قائلاً: «مثل هذه الشكوك غير مبررة على الإطلاق، وغير حكيمة وغير ديمقراطية». وقال نائب وزير الخارجية البلغاري ليوبومير إيفانوف للصحفيين «إنها ليست المرة الأولى التي يمارس فيها الضغط علينا بشكل أو بآخر ولكن في رأيي، هذه ليست الطريقة المثمرة للوصول إلى الوحدة والتوافق في مجلس الأمن».
في هولندا، دعمت أول حكومة بالكنيند الولايات المتحدة الأمريكية. بعد سقوط الحكومة في أكتوبر 2002، كانت هناك انتخابات جديدة في يناير، والتي فاز بها مجلس حكومة بالكنند الثاني الذي اختار مواصلة سياسة أسلافهم. تم إرسال الجنود الهولنديين إلى العراق، وظلوا حتى مارس 2005. توفي جنديان هولنديان في العراق.
أعربت وزارة خارجية صربيا والجبل الأسود عن أسفها لأن تسوية الأزمة العراقية لا يمكن تحقيقها في الأمم المتحدة واتهمت النظام العراقي «بجعل مواطنيه ضحايا لسياسة غير مسؤولة». قررت صربيا والجبل الأسود عدم المشاركة في غزو العراق.

#### المملكة المتحدة
طوال النزاع، ظلت حكومة المملكة المتحدة أقوى مؤيد للخطة الأمريكية لغزو العراق وإن كان يسعى أصلاً إلى تفويض من الأمم المتحدة. رئيس الوزراء توني بلير أعرب في كثير من الأحيان الدعم للولايات المتحدة في هذه المسألة، في حين أن أعضاء البرلمان كانوا منقسمين (النواب). شهد بلير تمردًا كبيرًا من العديد من نواب حزب العمال، وفي نقاش في مجلس العموم، حقق أغلبية برلمانية بدعم من معظم نواب المحافظين وأولستر الوحدويين. على الرغم من أن المحافظين كانوا يدعمون موقف الحكومة ككل، تمرد أقلية كبيرة من نوابهم ضد خط الحزب، بما في ذلك شخصيات مثل كينيث كلارك. عارض الديمقراطيون الليبراليون الحرب، وكان نوابهم بالإجماع واضحًا بشأن هذه القضية. أجرى وزير سابق في الحكومة هجومًا شخصيًا لاذعًا على رئيس الوزراء، ووصف سلوكه بأنه «متهور». استقال روبن كوك MP وعدد قليل من وزراء الحكومة الآخرين إلى المقاعد الخلفية حول هذه القضية. هددت كلير شورت النائب بالاستقالة من مجلس الوزراء، لكنها بقيت لمدة شهرين قبل الاستقالة النهائية في 12 مايو 2003. ألقى كوك، وزير الخارجية السابق وقائد مجلس العموم في ذلك الوقت، خطاب استقالة ، تم استقباله بحفاوة بالغة. أشار كوك إلى أنه على الرغم من موافقته على معظم سياسات بلير، فإنه لا يستطيع دعم الحرب.

قبل الغزو، نصح المدعي العام البريطاني آنذاك اللورد جولدسميث بأن الحرب ستنتهك القانون الدولي لستة أسباب، تتراوح من عدم وجود قرار ثان للأمم المتحدة إلى بحث مفتش الأمم المتحدة هانز بليكس المستمر عن الأسلحة. بعد عشرة أيام في 7 مارس 2003، بينما كانت القوات البريطانية تتجمع في الكويت، غير اللورد جولدسميث رأيه قائلاً: 
 ما زلت أرى أن المسار القانوني الأكثر أمانًا هو ضمان اعتماد قرار آخر يأذن باستخدام القوة. . . . ومع ذلك، مع الأخذ في الاعتبار المعلومات المتعلقة بتاريخ التفاوض الذي قدمته وإلى حجج الإدارة الأمريكية التي سمعتها في واشنطن، أوافق على أنه يمكن تقديم قضية معقولة أن القرار 1441 قادر من حيث المبدأ على إحياء التفويض في 678 دون قرار آخر. 
 واختتم تحليله المنقح بالقول إن «تغيير النظام لا يمكن أن يكون الهدف من العمل العسكري».
أرسلت المملكة المتحدة 45,000 فرد من الجيش البريطاني والبحرية الملكية والقوات الجوية الملكية، بما في ذلك حاملة الطائرات HMS <i id="mwnw">Ark Royal</i> إلى منطقة الخليج العربي. تضمن المكون الأرضي 100 دبابة تشالنجر. شارك اللواء السابع من الفرقة المدرعة واللواء المدرع الرابع في الحرب.
قبل الحرب، أظهرت استطلاعات الرأي العام أن غالبية الشعب البريطاني كان سيؤيد الحرب بتفويض واضح من الأمم المتحدة للحرب، لكنهم عارضوا بشدة الحرب دون قرار آخر بالإضافة إلى القرار 1441 ، الذي أشار إلى أن صدام حسين سيواجه جدية عواقب إذا فشل في الامتثال للقرار.

#### بولندا
في مارس 2003، أعلنت الحكومة البولندية أنها ستشارك في غزو العراق بقيادة الولايات المتحدة وأرسلت حوالي 200 فرد. وأرسلت بولندا أيضًا 54 جنديًا في وحدة كوماندوس من النخبة G R O M ، وسفينة دعم لوجستية، O R P K o n t r a d m i r a i X a w e r y C z er n i c k i ، مع وحدة كوماندوز تابعة للبحرية فورموزا، و 74 من قوات مكافحة التلوث الكيميائي . أظهرت استطلاعات الرأي أنه، كما هو الحال في بلدان وسط وشرق أوروبا الأخرى، كان السكان عمومًا يعارضون الحرب، رغم أنهم ليسوا بقوة مثل إسبانيا أو إيطاليا أو المملكة المتحدة.

### الشرق الأوسط

#### الكويت
ربما كان الحليف الإقليمي الرئيسي الوحيد الذي دعم تحرك الولايات المتحدة هو الكويت، التي نشأ عدائها تجاه صدام من الأحداث المحيطة بحرب الخليج العربي الأولى. بدا الجمهور وكأنه يعتبر صدام تهديداً في عام 2003 بقدر ما كان في الماضي، وكان مهتمًا بشكل خاص بمحاولات إعادة العديد من المواطنين الكويتيين الذين اختفوا خلال حرب الخليج، وكان من المفترض أن يظل في السجون العراقية حتى سقوط صدام من السلطة.

### آسيا

#### اليابان
في 17 مارس 2003، قال رئيس الوزراء الياباني جونيشيرو كويزومي إنه يدعم الولايات المتحدة والمملكة المتحدة وإسبانيا لإنهاء الجهود الدبلوماسية ضد العراق. كما أشار إلى أنه لا يوجد قرار إضافي للأمم المتحدة ضروري لغزو العراق.
في 26 مارس 2003، صرح سفير اليابان لدى الأمم المتحدة لأول مرة في مجلس الأمن بأن اليابان دعمت أعمال الولايات المتحدة والدول الحليفة لها. وقال إن الديكتاتورية العراقية تمتلك أسلحة دمار شامل وأنها تنتهك باستمرار قرارات الأمم المتحدة على مدى السنوات الـ 12 الماضية.
في الداخل، عارض رئيس الوزراء بشدة هذا القرار من جانب المعارضة وأجزاء من حكومته الائتلافية. معظم اليابانيين يعتقدون أنه كان الدافع وراء تحسين العلاقات اليابانية مع الحكومة الأمريكية، والذي كان يتحسن منذ بداية إدارة بوش.
علاوة على ذلك، تحظر المادة 9 من الدستور الياباني (المعمول بها بعد نهاية الحرب العالمية الثانية) أي تدخل عسكري ياباني في الخارج. لذلك، لم تشارك اليابان في الغزو نفسه، لكنها قدمت الدعم اللوجستي للبحرية الأمريكية، التي اعتبرتها الحكومة عملية غير قتالية، وهو موقف لا يتفق معه الكثير من اليابانيين.

#### الدول الآسيوية الأخرى
لقد تعهدت سنغافورة (التي توصلت بعد فترة وجيزة إلى اتفاقية التجارة الحرة مع الولايات المتحدة) والفلبين وكوريا الجنوبية بدعم الحرب، كما فعل عدد من الدول الجزرية الصغيرة في المحيط الهادئ .
جزر مارشال، وولايات ميكرونيزيا الموحدة، وبالاو (مناطق الثقة الأمريكية السابقة التي يبلغ عدد سكانها مجتمعة حوالي 186000) هي ذات سيادة قانونية وهي دول أعضاء كاملة في الأمم المتحدة؛ ومع ذلك، فإن حكوماتهم تعتمد إلى حد كبير على كونغرس الولايات المتحدة لتمويلها من خلال اتفاقيات الارتباط الحر . يؤكد بعض منتقدي الحرب أنه إذا اتخذت هذه الدول مواقف معادية للحرب، فسوف تتعرض لأذى شديد على الصعيدين السياسي والاقتصادي بسبب اعتمادها على الولايات المتحدة.

### أستراليا
كانت حكومة هوارد في أستراليا مؤيدًا قويًا وغير حاسم إلى حد كبير لسياسة الولايات المتحدة. لقد التزمت أستراليا بما يزيد قليلاً عن 2000 من الأفراد العسكريين، بما في ذلك سرب من مقاتلي هورنيت من طراز F / A-18 و 150 من جنود القوات الخاصة (انظر مساهمة أستراليا في حرب الخليج عام 2003 للحصول على التفاصيل). في البداية، عارض الجمهور الأسترالي بوضوح وثبات انضمام حكومته إلى الحرب دون دعم صريح من الأمم المتحدة (حوالي 60 إلى 70٪ من المستطلعين)، ولكن بمجرد أن بدأت الحرب، تراجعت الآراء إلى حد ما: حظي استطلاع الرأي في زمن الحرب بتأييد 57 ٪ مع 36٪ يعارضون. أظهر استطلاع للرأي أجرته مؤسسة «يو إم آر ريسيرش» في مارس 2006، نيابةً عن الاستشارات السياسية المرتبطة بالعمل، هوكر بريتون، أن 65٪ من المشاركين يعتقدون أن على أستراليا مغادرة العراق على الفور أو في موعد لا يتجاوز شهر مايو من ذلك العام. عارض حزب العمل عمومًا الحرب. تم الإبلاغ عن مظاهرات كبرى مناهضة للحرب من سيدني وملبورن وكانبيرا وبريسبان وهوبارت، وكذلك المدن الأسترالية الأخرى.

## معارضة موقف الولايات المتحدة
ابرز الدول التي عارضت وبشدة الحرب الثانية هي المملكة العربية السعودية وكانت بعض الدول التي كانت حليفة للولايات المتحدة أثناء حرب الخليج إما تعارض حرب العراق الثانية أو كانت مترددة في المساعدة في ذلك. قبل الحرب، دعت عدة دول الولايات المتحدة إلى انتظار مفتشي الأسلحة لاستكمال تحقيقاتهم. ومع ذلك، أكدت الولايات المتحدة وحلفاؤها أن الصبر المعقول قد أُعطي لصدام وأنه كان من الواضح أنه لم يكن على استعداد للتعاون مع المفتشين، لأنه كان يتغلب على الأدغال كلما ظهرت قضية أسلحة الدمار الشامل. هذا، إن لم يكن حقيقة أن المفتشين قد طُردوا سابقًا من العراق في عام 1998 وحده، كان ، وفقًا لمؤيدي الحرب ، انتهاكًا كافيًا لتفويضات الأمم المتحدة لتبرير اتخاذ إجراءات أشد. تجدر الإشارة إلى أن سكوت ريتر، كبير مفتشي الأسلحة التابعين للأمم المتحدة في ذلك الوقت ، يقول إن المفتشين لم يطردهم صدام حسين ، لكن سحبه بيل كلينتون:
في عام 1998 ، ذهب فريق التفتيش إلى الموقع. كان مقر حزب البعث ، مثل الذهاب إلى مقر الحزب الجمهوري أو مقر الحزب الديمقراطي. قال العراقيون: "لا يمكنك الدخول - يمكنك الدخول. هيا." قال المفتشون ، "لم تعد الطرائق تنطبق". قال العراقيون ، "إذا لم توافق على الطرائق ، فلن نؤيد السماح لك بالدخول" ، ولن يسمح العراقيون بإجراء عمليات التفتيش.
جادل الكثيرون بأنه بما أن العراق ليس له صلة بهجمات 11 سبتمبر 2001 ، فإن الذهاب إلى الحرب ضد العراق كجزء من حرب أوسع على الإرهاب كان غير شرعي. جادل آخرون معارضون للعمل العسكري الأمريكي بأنه غير كافٍ ، وكما في حالة صفقة النيجر لليورانيوم ، حتى الوثائق المزيفة ربما تم إنتاجها لإظهار العراق باعتباره «تهديدًا فوريًا». وعليه ، فإن أي مبالغة كهذه ستكون مخالفة للقانون الدولي. كما زعموا أن مسألة أسلحة الدمار الشامل (إذا كان هناك بالفعل أي حق في العراق بحلول عام 2003) كان من الممكن حلها من خلال عمليات التفتيش والدبلوماسية المستمرة ، وأصروا على أن مسألة الأسلحة كانت مجرد محاولة لإخفاء الرغبات الأمريكية للاستيلاء على النفط. آبار ، مزيد من الوجود العسكري في الشرق الأوسط ، وتخويف دول أوبك الأخرى إلى الخضوع. وأيد هذا الموقف في وقت لاحق وزير الخزانة السابق لبوش بول هنري أونيل الذي صرح أن الإدارة سعت لسبب لغزو العراق منذ تولي بوش منصبه ، مع غنائم النفط المحتملة في وثائق مبكرة. ينكر معسكر بوش هذه الادعاءات ووصفها بأنها مثيرة للسخرية ، على الرغم من اعترافهم بأن وثائق اليورانيوم في النيجر قد أعطيت لهم من خلال مصداقية مشكوك فيها وأنه كان من الخطأ من جانبهم افتراض أن الوثائق قد أخبرت الحقيقة.

### أوروبا
في 29 يناير 2003، أصدر البرلمان الأوروبي قرارًا غير ملزم يعارض القيام بعمل عسكري أحادي الجانب ضد العراق من جانب الولايات المتحدة. وفقًا للقرار ، «لن تكون الضربة الوقائية وفقًا للقانون الدولي وميثاق الأمم المتحدة وستؤدي إلى أزمة أعمق تشمل دولًا أخرى في المنطقة».
كانت فرنسا وألمانيا وروسيا منذ البداية معارضة علانية للحرب التي تقودها الولايات المتحدة. عندما اتخذت الولايات المتحدة موقفا عسكريا أكثر ، أصبحت حكومات هذه الدول الثلاث أكثر صراحة في معارضة الغزو. في النهاية ، أوضحت فرنسا أنها ستستخدم حق النقض في مجلس الأمن التابع للأمم المتحدة ضد القرار المقترح للحرب في العراق في تلك المرحلة. (انظر مجلس الأمن الدولي وحرب العراق .)
في 17 مارس 2003، ذكرت الولايات المتحدة وبريطانيا أنهما لن يقدما قرارًا إلى مجلس الأمن ، يعترفان فيه أنهما لا يملكان ما يكفي من الأصوات لإجبار فرنسا أو روسيا على استخدام حق النقض. في الواقع ، أعلنت بلغاريا وإسبانيا فقط (بالإضافة إلى الولايات المتحدة والمملكة المتحدة) صراحة أنهما رغبتا في التصويت لصالح قرار الولايات المتحدة / المملكة المتحدة ، بينما قال عدد قليل من الدول ، مثل شيلي وغينيا، فقط أنهم سيدرسون دعمه .
بلجيكا،  سويسرا،  السويد،  النرويج،  اليونان،  النمسا وليختنشتاين أدانوا الحرب أيضًا. الجمهورية التشيكية وكرواتيا وسلوفينيا  سبق ذكرها أعلاه.

#### فرنسا
رغم أن بوش وبلير كانا متفائلين بأنه قد تم التوصل إلى 9 أصوات من أصل 15 موافقة ضرورية لتمرير قرار من الأمم المتحدة ، فإن حق النقض المهدد من قبل فرنسا كان سيلغي القرار على الفور ، لأن أيًا من المملكة المتحدة والولايات المتحدة وروسيا ، كان لدى الصين وفرنسا (ولديهما) القوة أحادية الجانب لاستخدام حق النقض ضد أي قرار ، حتى لو كان التصويت هو 11 صوتًا مؤيدًا. أعربت روسيا والصين عن رغبتهما في دعم قرار الأمم المتحدة لو تم ممارسة بعض القنوات الدبلوماسية أولاً ، لكن بوش وبلير توقفا عن محاولة إقناع هاتين الدولتين بمجرد أن تعرب فرنسا عن معارضتها للقرار. في خضم غضب حكومة الولايات المتحدة لما زعمته هو استخدام فرنسا المتهور لقوة الفيتو ، أشارت الحكومة الفرنسية إلى أمثلة عديدة لمرات عندما استخدمت الولايات المتحدة حق النقض ضد مثل هذه القرارات التي كان لها خلاف ذلك 11-1.

#### ألمانيا
جعل المستشار الألماني جيرهارد شرودر معارضته للغزو قضية في حملته الانتخابية. ينسب بعض المحللين انتصار شرودر في 22 سبتمبر إلى استغلال مشاعر معادية للحرب بين الشعب الألماني. اقترح منتقدوه وأنصار الحرب على العراق أنه كان يستخدم جدال الحرب وجذب المشاعر المعادية للولايات المتحدة التي يشعر بها الجمهور الألماني لغرض وحيد هو كسب الشعبية والفوز. هذه الفكرة أغضبت الإدارة الأمريكية بشدة وأدت إلى توتر العلاقات بين البلدين. ومع ذلك ، التقى شرودر مع كولن باول وتم إنشاء تقارب بعد الإطاحة بالنظام العراقي. في الوقت الحاضر ، وافقت حكومتا الدولتين على وضع قضية العراق وراءهما والمضي قدماً.

#### تركيا
أبدت تركيا في البداية تحفظات ، خشية أن يكون الفراغ في السلطة بعد هزيمة صدام قد أدى إلى قيام دولة كردية.  في 1 مارس 2003، فشل البرلمان التركي في الموافقة على اقتراح حكومي بالسماح بنشر 62 ألف جندي أمريكي في تركيا لمدة ستة أشهر. القوات ، 255 طائرة نفاثة ، و 65 طائرة هليكوبتر.
في ديسمبر 2002، نقلت تركيا حوالي 15000 جندي إلى حدودها مع العراق. وذكر الأركان العامة التركية أن هذه الخطوة كانت في ضوء التطورات الأخيرة ولم تشر إلى أن هجومًا وشيكًا. في يناير / كانون الثاني 2003، قال وزير الخارجية التركي ، يسار ياكيس، إنه كان يبحث الوثائق من وقت الإمبراطورية العثمانية من أجل تحديد ما إذا كانت تركيا لديها حق في حقول النفط حول مدينتي الموصل وكركوك شمال العراق.
في أواخر يناير 2003، دعت تركيا ما لا يقل عن خمس دول إقليمية أخرى لحضور «الفرصة الأخيرة» لتجنب حرب تقودها الولايات المتحدة ضد العراق. وحثت المجموعة العراق المجاورة على مواصلة التعاون مع مفتشي الأمم المتحدة ، وصرحت علنًا أن «الضربات العسكرية على العراق قد تزيد من زعزعة استقرار منطقة الشرق الأوسط».
في النهاية ، لم تمنح تركيا حق الوصول إلى أراضيها وموانئها كما طلب المسؤولون الأمريكيون لأن الجمعية الوطنية الكبرى في تركيا صوتت ضد هذا الاقتراح. ومع ذلك ، تم تسمية تركيا من قبل إدارة بوش كجزء من «تحالف الإرادة».

#### روسيا
انضم وزير الخارجية الروسي إيغور إيفانوف إلى فرنسا وألمانيا وقال إن المجلس لا يمكن أن يتجاهل حقيقة أن «تقدمًا كبيرًا» قد تحقق منذ زيارة كبير مفتشي الأسلحة هانز بليكس والمدير العام للوكالة الدولية للطاقة الذرية محمد البرادعي للعراق في يناير. كما أن لروسيا مصالح نفطية في العراق والعراق مدين لروسيا بأكثر من 8 مليارات دولار من الديون. [بحاجة لمصدر]

#### روسيا البيضاء
قال الرئيس الكسندر لوكاشينكو إن بيلاروسيا نددت بالإجماع «بالعدوان» الأمريكي في العراق. 

#### فنلندا
في فنلندا، فازت أنيلي جاتينماكي من حزب الوسط بالانتخابات بعد أن اتهمت منافستها بافو ليبونين، التي كانت رئيسة الوزراء في ذلك الوقت ، بالتحالف المحايد مع فنلندا مع الولايات المتحدة في الحرب على العراق خلال اجتماع مع الرئيس جورج دبليو دفع. نفى ليبونن هذه المزاعم وأعلن أننا «ندعم الأمم المتحدة والأمين العام للأمم المتحدة». استقال ياتتينماكي من منصب رئيس الوزراء بعد 63 يومًا في منصبه وسط اتهامات بأنها كذبت بشأن تسرب الوثائق المتعلقة بالاجتماع بين بوش وليبونين. هذه السلسلة من الأحداث اعتبرت فاضحة وتسمى تسريب العراق أو بوابة العراق. النقطة الأساسية هي أن المستشار الخاص لرئيس فنلندا قد سرب سلسلة من الوثائق التي كانت تعتبر سرية. قام المستشار الخاص مارتي مانينن بتسليم هذه الوثائق السرية إلى أنيلي ياتينماكي ، الذي استخدم المعلومات المقدمة من هذه الوثائق لاتهام بافو ليبونين بدعم الحرب في العراق. تضمنت الوثائق السرية مذكرة أو مذكرات مناقشات بين جورج دبليو بوش و P a a v o L i p p o n e n. في وقت لاحق تم توجيه تهم جنائية ضد مارتي مانينن لتسريب وثائق سرية وضد أنيلي ياتتينماكي للتحريض عليهما ومساعدتهما.
ذكرت الحكومة الفنلندية أنها اتخذت موقفا أقوى بشأن قضية العراق في اجتماع ترأسه الرئيسة تاريا هالونين. أصدر اجتماع لجنة مجلس الوزراء للسياسة الخارجية والأمنية بيانًا مفاده أن استخدام القوة ضد العراق لن يكون مقبولًا بدون إذن من مجلس الأمن الدولي.  

#### مدينة الفاتيكان
اتخذ الكرسي الرسولي موقفا حازما ضد الخطة الأمريكية لغزو العراق. أرسلت الكنيسة المبعوث الخاص للبابا يوحنا بولس الثاني، الكاردينال بيو لاغي، للتحدث مع جورج دبليو بوش للتعبير عن معارضته للحرب على العراق. قالت الكنيسة الكاثوليكية إن الأمر متروك للأمم المتحدة لحل الصراع الدولي من خلال الدبلوماسية. وفقا للكنيسة ، فإن حرب العراق ، وبالفعل معظم الحروب الحديثة ، لم تلب متطلبات الحرب العادلة التي وضعها القديس أغسطينوس من فرس النهر وغيره من اللاهوتيين. كانت الكنيسة قلقة أيضًا من مصير الكاثوليك في العراق. قلق الفاتيكان من أنهم قد يرون نفس الدمار الذي حدث للكنائس والأديرة بعد الحرب في كوسوفو. قال رئيس الأساقفة جان لويس توران ، وزير العلاقات مع الدول ، إن الأمم المتحدة هي وحدها القادرة على اتخاذ قرار بشأن الهجوم العسكري على العراق ، لأن الحرب الأحادية الجانب ستكون «جريمة ضد السلام وجريمة ضد القانون الدولي». أشار وزير الخارجية الكاردينال أنجيلو سودانو إلى أن مجلس الأمن التابع للأمم المتحدة هو الوحيد القادر على الموافقة على الهجوم دفاعًا عن النفس ، وفقط في حالة العدوان السابق. كان رأيه أن الهجوم على العراق لم يندرج ضمن هذه الفئة وأن العدوان الأحادي الجانب سيكون «جريمة ضد السلام وانتهاكًا لاتفاقية جنيف». 

#### مظاهرات ضد الحرب
تظاهر الملايين في شوارع بريطانيا وأيرلندا وإسبانيا والبرتغال وإيطاليا وهولندا والنمسا وفرنسا وسويسرا واليونان وألمانيا والسويد والنرويج وبلجيكا والدنمارك وآيسلندا وجمهورية التشيك وبلغاريا ورومانيا وقبرص وروسيا وبيلاروسيا وأوكرانيا.   حاول دونالد رامسفيلد التقليل من شأن الانتقاد الحكومي الفرنسي والألماني ، الذي كان يسمع بشكل بارز لأن كلا البلدين في ذلك الوقت كانا أعضاء في ، كما رأي «أوروبا القديمة»، بينما اعتمد على وضع جديد بعد توسيع الاتحاد الأوروبي .   أظهرت استطلاعات الرأي أن الحرب لم تكن مدعومة من قبل غالبية الجمهور في أوروبا الوسطى والشرقية أيضًا ، على الرغم من معظم دعم حكوماتهم.  

### الأمريكتين

#### كندا
بينما شاركت كندا في حرب الخليج عام 1991، رفضت الدخول في حرب على العراق دون موافقة الأمم المتحدة. قال رئيس الوزراء جان كريتيان في 10 أكتوبر 2002 إن كندا ستكون جزءًا من أي تحالف عسكري تجيزه الأمم المتحدة لغزو العراق. مع الانسحاب اللاحق للجهود الدبلوماسية الأمريكية والبريطانية للحصول على موافقة الأمم المتحدة ، أعلن جان كريتيان في البرلمان في 17 مارس 2003 أن كندا لن تشارك في الغزو المعلقة ، رغم أنه عرض على الولايات المتحدة وجنودها دعمه المعنوي. قبل يومين ، قام ربع مليون في مونتريال بمسيرة ضد الحرب المعلقة. نظمت مظاهرات كبرى مناهضة للحرب في عدة مدن كندية أخرى.
شارك في غزو العراق حوالي مائة من مسؤولي الصرف الكنديين ، في تبادل للوحدات الأمريكية.
في 9 أكتوبر 2008، نشرت CBC هذا البيان عن عام 2003:

#### اميركا اللاتينية
المكسيك، فنزويلا،  البرازيل،  أدانت الأرجنتين وشيلي الحرب. تم الإبلاغ عن مظاهرات كبرى من لاباز، بوليفيا ؛ ليما، بيرو ؛ بوغوتا، كولومبيا ؛ بوينس ايرس، الأرجنتين؛ ساو باولو وريو دي جانيرو، البرازيل ؛ وسانتياغو، تشيلي. كما أدان بيير تشارلز، رئيس وزراء جمهورية الدومينيكان الراحل ، الحرب.
بعد أن قضت المحكمة الدستورية لكوستاريكا بأن الحرب خرقت القانون الدولي وأن دعم البلاد للحرب يتناقض مع دستورها ، أعلنت الحكومة انسحابها من الدعم ، والذي كان مجرد معنوي على أي حال لأن كوستاريكا ليس لديها جيش. تراجعت هندوراس ونيكاراغوا وجمهورية الدومينيكان عن قواتهم.

### أفريقيا
أدان الاتحاد الأفريقي، مع جميع أعضائه الـ 52، الحرب. حصلت غينيا والكاميرون وأنجولا على مقاعد في مجلس الأمن ، وفي خضم محادثات التبرعات المالية الأمريكية كان من المحتمل أن تصوت بالموافقة على قرار الأمم المتحدة للحرب ضد العراق. ووردت احتجاجات كبرى من القاهرة والإسكندرية، مصر ؛ الرباط، المغرب ؛ مومباسا، كينيا ؛ مقديشو، الصومال ؛ نواكشوط طرابلس، ليبيا ؛ ويندهوك، ناميبيا ؛ جوهانسبرغ وكيب تاون، جنوب أفريقيا.

### آسيا

#### جمهورية الصين الشعبية
ضغطت جمهورية الصين الشعبية من أجل استمرار عمليات التفتيش التي تقوم بها الأمم المتحدة في العراق بعد أن أبلغ مفتشان الأسلحة مجلس الأمن بأنه لم يعثر على دليل على وجود أسلحة دمار شامل. على الرغم من أنها أعربت عن رغبتها في حل الوضع بشكل سلمي ، إلا أن الصين لم تهدد بممارسة حق النقض في مجلس الأمن وقد امتنعت عن التصويت في العديد من القرارات السابقة بشأن العراق.

#### باكستان
وقعت مظاهرات كبرى مناهضة للحرب في مدن بيشاور وإسلام أباد وكراتشي ولاهور وكويتا. واجه الجنرال برويز مشرف معارضة شديدة بالفعل من قِبل سكانه المسلمون في الغالب لدعمه الحملة الأمريكية في أفغانستان. كان لباكستان أيضًا مقعد في مجلس الأمن التابع للأمم المتحدة خلال فترة ما قبل الحرب ، رغم أنه لم يكن من المحتمل أن يصوت لصالح القرار في الوقت الذي كان بوش يعتزم تقديمه ، في محاولة لقمع المعارضة المدنية.

#### الدول الآسيوية الأخرى
أدانت بنغلاديش وماليزيا  وإندونيسيا  جميع أكبر دول العالم الإسلامي وفيتنام الحرب. وحثت بنغلاديش على حل المشكلة من خلال المناقشة بدلاً من الحرب. مظاهرات ضخمة مناهضة للحرب في دكا، بنغلاديش. كاتماندو، نيبال؛ كولومبو، سري لانكا؛ كيلانتان جاكرتا وجاوة، إندونيسيا؛ سورابايا وبانكوك، تايلاند.

#### المملكة العربية السعودية
قبل الحرب ، كان موقف المملكة العربية السعودية العام من الحياد في النزاع. ذكرت وسائل الإعلام في جميع أنحاء العالم أنه على الرغم من المحاولات الأمريكية العديدة ، فإن المملكة العربية السعودية لن تقدم للجيش الأمريكي أي استخدام لأرضه كنقطة انطلاق لغزو العراق. في مقابلة مع الأمير سعود الفيصل ، وزير الخارجية السعودي ، عندما سئل عما إذا كانت المملكة العربية السعودية ستسمح بوضع المزيد من القوات الأمريكية على الأراضي السعودية ، أجاب وزير الخارجية "في ظل الظروف الحالية دون أي دليل على وجود تهديد وشيك من العراق". لا أعتقد أن السعودية ستنضم ". وقد تم تفسير ذلك فيما بعد على أنه واجهة عامة ، لأن المملكة العربية السعودية ، وكذلك تركيا والكويت ، كانت في الواقع واحدة من أهم الحلفاء من حيث تقديم جنود التحالف أراضيهم ، بما في ذلك القواعد العسكرية. كما علمنا أخيرًا أن أميرًا سعوديًا رفيع المستوى كان في البيت الأبيض في اليوم الذي بدأت فيه حرب العراق ، وقد أخبر مسؤولو إدارة بوش الأمير بتنبيه حكومته بأن المرحلة الأولى من الحرب قد بدأت ، قبل ساعات الصواريخ سقطت أولاً في بغداد. من الناحية الرسمية ، كانت المملكة العربية السعودية ترغب في رؤية صدام حسين ونظام البعث يرحلون ، لكنهم يخشون من ذلك. عندما أصبح الغزو الأمريكي للعراق أمراً لا مفر منه ، فإن مسألة ما إذا كانت السعودية تريد استبدال نظام البعث بحكومة موالية للغرب "تضخ النفط بكميات أكبر من السعودية" تشكل معضلة للحكومة السعودية. علاوة على ذلك ، تشعر المملكة العربية السعودية بالقلق من احتمال قيام حكومة شيعية موالية لإيران بتركيبها على عتبة بابها ، في أعقاب انهيار نظام صدام السني. كان يجب التعامل مع استجابة المملكة العربية السعودية للحرب بعناية حتى لا يعاني التحالف الاستراتيجي الأمريكي السعودي ، مع الحفاظ في الوقت نفسه على مظاهر التضامن العربي ضد العدوان الأمريكي لاسترضاء سكانها الأصليين. في أكتوبر 2002، أعلنت المملكة العربية السعودية أن بلاده ستسمح للولايات المتحدة باستخدام المنشآت العسكرية السعودية لمهاجمة العراق ، شريطة أن تكون هناك موافقة من الأمم المتحدة عليه ؛ لكن في 4 نوفمبر 2002، أخبر فيصل سي إن إن هذا لن يفعل. علاوة على ذلك ، في الشهر نفسه ، خلال خطاب متلفز على التلفزيون السعودي ، أصر ولي العهد الأمير عبد الله على أن "قواتنا المسلحة لن تتدخل تحت أي ظرف من الظروف في الأراضي العراقية". ومع ذلك ، فإن التناقض والغموض في الموقف السعودي يعكس يأس النظام على حد سواء لإرضاء واشنطن وعدم رؤية قاعدة إقليمية للهجوم الأمريكي. كما أنه يعكس عدم وجود توافق في الآراء بين كبار أعضاء العائلة المالكة.

#### سوريا
عارضت سوريا الحرب ورفضت الخضوع لمطالب واشنطن بالتعاون. لقد تصرفت بالتنسيق مع روسيا وفرنسا وألمانيا في مجلس الأمن ، حتى أنها صوتت مؤيدة للقرار 1441، الذي ينص على تجديد عمليات التفتيش الدولية على الأسلحة في العراق. قال سفير سوريا لدى الأمم المتحدة ، مخايل وهبي ، إنه يعتقد أن الأدلة التي قدمتها الولايات المتحدة إلى مجلس الأمن حول أسلحة العراق كانت ملفقة. أوضح المعلقون السوريون أن أياً من جيران العراق لم يشعر أنه يمثل تهديدًا ، وأن أسلحة الدمار الشامل كانت مجرد ذريعة لحرب مدفوعة بمصالح إسرائيل والشركات الأمريكية التي تأمل في الاستفادة من عقود إعادة الإعمار بعد الحرب.

#### الأردن
نصح العاهل الأردني الملك عبد الله الثاني واشنطن بمكافحة حرب العراق، عارضت الحكومة الأردنية علنا الحرب ضد العراق. أكد الملك للولايات المتحدة والاتحاد الأوروبي أن الحل الدبلوماسي ، وفقًا لقراري مجلس الأمن التابع للأمم المتحدة (مجلس الأمن) 1284 (1999) و1409 (2002)، هو النموذج المناسب الوحيد لحل النزاع بين العراق والأمم المتحدة. في أغسطس 2002، أخبر الواشنطن بوست أن محاولة غزو العراق ستكون «خطأً هائلاً» وأنه قد «يلقي المنطقة بأكملها في حالة اضطراب».

#### جامعة الدول العربية
الجامعة العربية أدانت بالإجماع الحرب ، باستثناء الكويت. ادعى وزير الخارجية السعودي الأمير سعود علنا أن الجيش الأمريكي لن يُسمح له باستخدام الأراضي السعودية بأي شكل من الأشكال لمهاجمة العراق. ومع ذلك ، تم الكشف عن هذا فيما بعد على أنه واجهة ، مثل السعودية والكويت وبعض الدول العربية الأخرى ، في الواقع ، قدمت الدعم للقوات الأمريكية ، لكنها لم تكن ترغب في المخاطرة بالإساءة إلى صدام قبل الحرب بالإدلاء بهذه التصريحات. علانية. () وبعد عشر سنوات من الوجود الأمريكي في المملكة العربية السعودية، واستشهد بين الأسباب التي كتبها السعودي المولد أسامة بن لادن لله 11 سبتمبر 2001 تنظيم القاعدة هجمات على الولايات المتحدة، تم سحب معظم القوات الأمريكية من المملكة العربية السعودية في عام 2003. () طوال فترة الحرب ، ظل الجمهور السعودي يعارض بشدة العمل الأمريكي ، حتى بغض النظر عن ولاية الأمم المتحدة. قبل الحرب ، حاولت الحكومة مرارًا العثور على حل دبلوماسي ، متفقًا بشكل عام مع الموقف الأمريكي من تهديد صدام ، بل ذهب إلى أبعد من ذلك لحث صدام على الذهاب إلى المنفى الطوعي - وهو الاقتراح الذي أغضبه كثيرًا.
مظاهرات مناهضة للحرب في دمشق بسوريا. بغداد، العراق صنعاء مسقط عمان، الأردن ؛ W i d h a t ، معان ، اربد، بيروت، صيدا، لبنان؛ بيت لحم، نابلس، طولكرم، جنين، رام الله وغزة، المدن الفلسطينية في الضفة الغربية وقطاع غزة؛ تل أبيب، إسرائيل، وفي دولة البحرين. كما هو الحال في مصر، فإن المظاهرات ليست شائعة في العديد من هذه البلدان الأقل ديمقراطية ورأت بعض الأنظمة نفسها في خطر بسبب أعمال الشغب.

### نيوزيلندا
اختلفت حكومة نيوزيلندا مع جارتها ، أستراليا ، ولم تؤيد الحرب من حيث المبدأ. ومع ذلك ، أرسلت نيوزيلندا مجموعة من المهندسين غير المقاتلين للمساعدة في إعادة بناء العراق. كانت هناك مظاهرات كبرى مناهضة للحرب في مدن نيوزيلندا كرايستشيرش، ولينغتون وأوكلاند.

## محايد ، غير واضح

### أيرلندا
جمهورية أيرلندا بلد محايد رسميًا ، له تقليد قوي في دعم مؤسسات الأمم المتحدة وحفظ السلام والقانون الدولي . ومع ذلك ، سمح الجيش الأمريكي باستخدام مطار شانون للتوقف عبر المحيط الأطلسي. تحت الضغط الداخلي ، تطلع T a o i s e a c h Bertie A h e r n مرارًا وتكرارًا إلى تفاصيل الوضع ، مع التركيز على الحاجة إلى تفويض من الأمم المتحدة.
على الرغم من الاحتجاجات واسعة النطاق ، بما في ذلك العديد في مطار شانون نفسه ، أظهرت استطلاعات الرأي أن الكثير من الناس يؤيدون على نطاق واسع السياسة الرسمية بشأن استخدام المطار. في حين أن الغالبية العظمى من الجمهور لم يعارضون الحرب، كان هناك – الانقسام على استخدام شانون. كان الحفاظ على استثمارات الولايات المتحدة في أيرلندا آمنًا هو السبب الرئيسي وراء السماح بعمليات التوقف الأمريكية. في النهاية ، استرضت الحكومة حلفاءها المناهضين للحرب بسبب عدم قبولها للحرب بينما أبقى الوضع مع شانون على العلاقات الإيرلندية الأمريكية.

### جمهورية الصين (تايوان)
على الرغم من الاحتجاجات العامة أمام المعهد الأمريكي في تايوان ، بدا قادة جمهورية الصين (المعروف باسم تايوان) داعمًا للمجهود الحربي ؛ لكن تايوان لم تظهر في القائمة الرسمية لأعضاء تحالف الإرادة . كان هذا لأنه على الرغم من عرض الحكومة للدعم العسكري والنقدي ، انسحبت تايوان في نهاية المطاف من الائتلاف ردًا على معارضة شديدة من زعماء المعارضة والجمهور عامة.

### جزر سليمان
وبصفتها كرواتيا وسلوفينيا ، زُعم أن جزر سليمان عضوان في التحالف ولكنها رغبت في «أن تنأى بنفسها عن التقرير». ليس لدى جزر سليمان جيش يمكن نشره على المستوى العالمي أو الإقليمي.

## إيران
اتسمت رؤية إيران الرسمية للسياسة الأمريكية في العراق منذ عام 2002 بتناقض كبير. فمن ناحية ، أدى عدم الثقة المستمر بصدام حسين (نتيجة للحرب على العراق من عام 1980 إلى عام 1988) إلى خلق وعزز الموقف الذي قبل الاحتواء الأمريكي للعراق بأنه في صالح إيران. من ناحية أخرى ، أعلنت الولايات المتحدة منذ عام 1993 أن احتواء إيران له أهمية مساوية لاحتواء العراق ، وبالتالي ، شعر القادة الإيرانيون بأنهم إلى العراق مع وجودهم في أفغانستان منذ النهاية من 2001. في الواقع ، فإن ضم بوش لإيران عام 2002 في «محور الشر» الخاص به يعني أن الوجود العسكري الأمريكي في العراق يمكن أن يشكل تهديدًا وجوديًا لحكومة الجمهورية الإسلامية. مع تطور الظروف في العراق من أوائل عام 2003 إلى منتصف عام 2005، واجه صانعو السياسة الإيرانيون التحدي المتمثل في صياغة استراتيجيات للاستفادة من الفرص الجديدة مع البقاء في الوقت نفسه خارج تقاطع الولايات المتحدة المنتصرة والعدائية.

## أنظر أيضًا
- في مركز العاصفة: سنواتي في وكالة المخابرات المركزية
- الجدول الزمني لأزمة نزع السلاح في العراق 1990-1996، 1997-2000، 2001-2003
- أزمة العراق ، 2003
- خطة الولايات المتحدة لغزو العراق
- الرأي الشعبي الأمريكي بشأن غزو العراق
- الاستعدادات للعلاقات العامة لغزو العراق عام 2003
- معارضة حرب العراق
- الاحتجاجات ضد حرب العراق
- مجلس الأمن الدولي وحرب العراق
- المجتمع الدولي
- حركة السلام

## روابط خارجية
- مسؤولو وزارة الخارجية حول «تحالف الراغبين» (مارس 2003)
- بليكس يهاجم المعلومات الاستخباراتية «المهتزة» على الأسلحة
- خطاب استقالة كوك
- المزيد من عمليات التفتيش تتمتع بدعم واسع من الأمم المتحدة
- تركيا: الدول العربية تحث العراق على التعاون وتحذر الولايات المتحدة من التحرك الأحادي
- بطولات الدوري العربية ضد حرب العراق
- ترجمة تدخلات شيراك حول الفيتو الفرنسي المحتمل